# 绒毛报春
绒毛报春（学名：Primula tsiangii），为报春花科报春花属下的一个种。

## 扩展阅读
維基物種上的相關：绒毛报春